# Puccinia hydrocotyles
Puccinia hydrocotyles är en svampart som först beskrevs av Jean François Montagne, och fick sitt nu gällande namn av Mordecai Cubitt Cooke 1880. Puccinia hydrocotyles ingår i släktet Puccinia och familjen Pucciniaceae.   Inga underarter finns listade i Catalogue of Life.